# Гигантски саламандри
Гигантските саламандри (Cryptobranchidae) са семейство земноводни от разред Опашати земноводни (Caudata).
Таксонът е описан за пръв път от австрийския зоолог Леполод Фицингер през 1826 година.

## Родове
- Cryptobranchus - Алегански скритохрили саламандри
- Andrias – Азиатски гигантски саламандри